# Dębogóra (Widuchowa)
Dębogóra (deutsch Brusenfelde) ist ein Dorf in der Woiwodschaft Westpommern in Polen. Es gehört zur Gmina Widuchowa (Gemeinde Fiddichow) im Powiat Gryfiński (Greifenhagener Kreis).

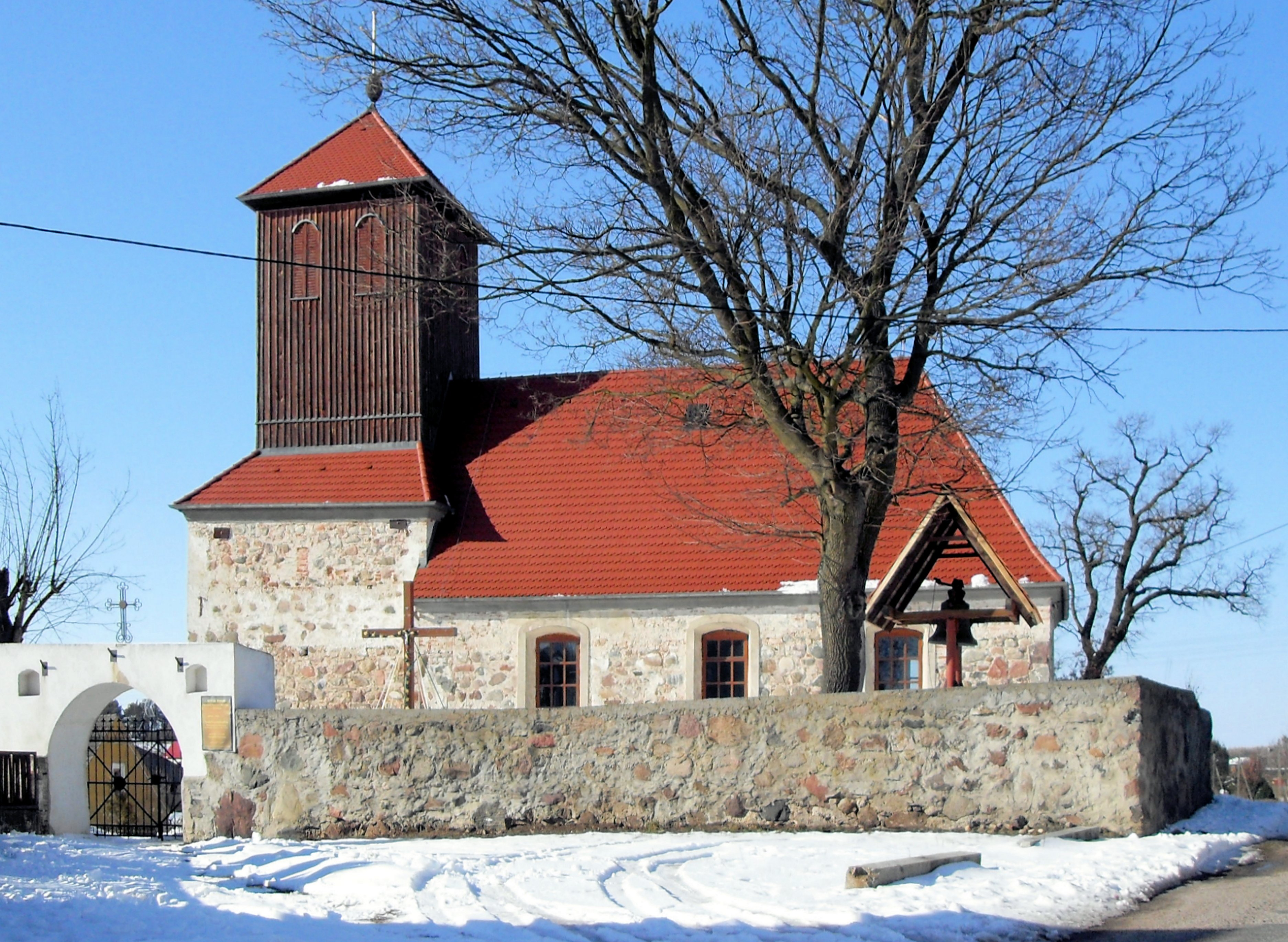
Dorfkirche, bis 1945 Gotteshaus der evangelischen Gemeinde Brusenfelde (Aufnahme März 2013)

## Geographische Lage
Das Kirchdorf liegt in Hinterpommern, drei Kilometer östlich des hier vielverzweigten Oder-Stroms im Tal einer Hügellandschaft, etwa zwölf Kilometer südsüdwestlich von Gryfino (Greifenhagen), sieben Kilometer südöstlich von Gartz (Oder), sechs Kilometer nordnordöstlich von Widuchowa (Fiddichow) und zwei Kilometer südöstlich von Marwice (Marwitz).

## Geschichte
Auf der Gemarkung des Dorfs, im Brusenfelder Forst, waren Gräber aus der Vorzeit gefunden worden.
Dorf und Gut Brusenfelde hatten früher zur Herrschaft Wildenbruch gehört. Das Gut, das zuletzt eine Staatsdomäne gewesen war, wurde durch eine Kaufurkunde vom 7. November 1812 frei verfügbares Privateigentum des Ökonomen Karl Kranz. Mit einer in Potsdam am 29. April 1829 ausgefertigten Urkunde verlieh ihm König Friedrich Wilhelm III. die Patrimonialgerichtsbarkeit über den Gutsbezirk und erklärte das Allodial-Rittergut für ihn und seine ehelichen Abkömmlinge für kreistags- und landtagsfähig.
Kranz legte im Jahr 1829 auf einem Teil seines Grundbesitzes die nach ihm benannte Siedlung Kranzfelde an, etwa vier Kilometer nordnordöstlich des Dorfkerns von Brusenfelde und drei Kilometer nordöstlich von Marwitz. Als vorausschauender und begeisterter Landwirt drängte er bei staatlichen Stellen auf die akademische Ausbildung landwirtschaftlicher Fachkräfte und hatte wesentlichen Anteil an der Gründung der Königlichen Staats- und landwirtschaftlichen Akademie Eldena.  Er selbst veröffentlichte zwei Studien über Pommern betreffende volkswirtschaftliche Themen.
Das Gut ließ Kranz seit 1830 von seinem Schwiegersohn Jean Louis Coste bewirtschaften. Nachdem Kranz 1835 verstorben war, verzichtete seine hinterbliebene Witwe zugunsten ihrer einzigen Tochter, die mit Coste drei Söhne hatte, auf das Erbe. Kranz’ Tochter verstarb wenige Wochen nach ihrem Vater. Aufgrund des ihm von seinen Mitständen entgegengebrachten Vertrauens wurde der Gutsbesitzer Jean Louis Coste 1866 zum Landrat des Kreises Greifenhagen gewählt.
Bis 1945 bildete Brusenfelde eine Landgemeinde im Landkreis Greifenhagen der preußischen Provinz Pommern. Brusenfelde war Sitz des Amtsbezirks Brusenfelde.
Gegen Ende des Zweiten Weltkriegs wurde Brusenfelde von der Roten Armee eingenommen. Nach dem Zweiten Weltkrieg kam Brusenfelde, wie ganz Hinterpommern, an Polen. Brusenfelde erhielt den polnischen Ortsnamen „Dębogóra“. Die Bevölkerung wurde vertrieben.

### Demographie
| Jahr | Einwohner | Anmerkungen |
| ---- | --------- | --- |
| 1772 | –         | 40 Feuerstellen (Haushaltungen)                                                                                            |
| 1818 | 356       | Dorf, Vorwerk und Wassermühle                                                                                              |
| 1852 | ca. 400   | [ 9 ] |
| 1864 | 561       | [ 3 ] |
| 1867 | 571       | am 3. Dezember, davon 431 im Dorf und 140 im Gutsbezirk                                                                    |
| 1871 | 585       | am 1. Dezember, davon 449 im Dorf (in 48 Wohngebäuden) und 136 im Gutsbezirk (in neun Wohngebäuden), sämtlich Evangelische |
| 1910 | 460       | am 1. Dezember, davon 328 im Dorf und 132 auf dem Rittergut                                                                |
| 1925 | 450       | in 99 Haushaltungen, davon 443 Evangelische, acht Katholiken und acht Personen unbekannter Konfession                      |
| 1933 | 392       | [ 14 ] |
| 1939 | 356       | [ 14 ] |